# Erzgebirgskreis
Erzgebirgskreis – powiat w niemieckim kraju związkowym Saksonia, powstał w związku z reformą administracyjną 1 sierpnia 2008. Do 29 lutego 2012 należał do okręgu administracyjnego Chemnitz.
W skład powiatu wchodzą byłe powiaty Annaberg, Aue-Schwarzenberg, Stollberg i Mittlerer Erzgebirgskreis. Siedzibę powiatu wybrano 23 stycznia 2008 i jest to miasto Annaberg-Buchholz.
Powierzchnia powiatu wynosi 1 827,91 km², na obszarze tym mieszka 337 696 osób (31 grudnia 2018).

## Podział administracyjny
W skład powiatu wchodzi:
- 27 miast (Stadt)
- 32 gminy (Gemeinde)
- dziesięć wspólnot administracyjnych (Verwaltungsgemeinschaft)
- jeden związek gmin (Verwaltungsverband)

| Lp. | Nazwa miasta          | Ludność (31 grudnia 2018) | Powierzchnia km² |
| --- | --------------------- | ------------------------- | ---------------- |
| 1   | Annaberg-Buchholz     | 19.769                    | 27,70            |
| 2   | Aue-Bad Schlema       | 20.519                    | 36,43            |
| 3   | Ehrenfriedersdorf     | 4.761                     | 15,86            |
| 4   | Eibenstock            | 7.370                     | 112,35           |
| 5   | Elterlein             | 2.871                     | 45,88            |
| 6   | Geyer                 | 3.456                     | 18,76            |
| 7   | Grünhain-Beierfeld    | 5.898                     | 22,26            |
| 8   | Johanngeorgenstadt    | 3.973                     | 29,59            |
| 9   | Jöhstadt              | 2.663                     | 49,68            |
| 10  | Lauter-Bernsbach      | 8.678                     | 30,31            |
| 11  | Lößnitz               | 8.267                     | 30,53            |
| 12  | Lugau/Erzgeb.         | 8.013                     | 22,20            |
| 13  | Marienberg            | 17.097                    | 133,47           |
| 14  | Oberwiesenthal        | 2.075                     | 39,98            |
| 15  | Oelsnitz/Erzgeb.      | 10.957                    | 26,27            |
| 16  | Olbernhau             | 10.991                    | 125,36           |
| 17  | Pockau-Lengefeld      | 7.634                     | 83,57            |
| 18  | Scheibenberg          | 2.086                     | 9,01             |
| 19  | Schlettau             | 2.392                     | 21,19            |
| 20  | Schneeberg            | 13.894                    | 23,34            |
| 21  | Schwarzenberg/Erzgeb. | 16.723                    | 46,33            |
| 22  | Stollberg/Erzgeb.     | 11.303                    | 38,83            |
| 23  | Thalheim/Erzgeb.      | 6.051                     | 10,80            |
| 24  | Thum                  | 5.146                     | 18,89            |
| 25  | Wolkenstein           | 3.907                     | 30,51            |
| 26  | Zschopau              | 9.214                     | 22,88            |
| 27  | Zwönitz               | 11.993                    | 64,18            |

| Lp. | Nazwa gminy          | Ludność (31 grudnia 2018) | Powierzchnia km² |
| --- | -------------------- | ------------------------- | ---------------- |
| 1   | Amtsberg             | 3.696                     | 23,25            |
| 2   | Auerbach             | 2.476                     | 8,26             |
| 3   | Bärenstein           | 2.296                     | 5,45             |
| 4   | Bockau               | 2.224                     | 19,15            |
| 5   | Börnichen/Erzgeb.    | 997                       | 15,48            |
| 6   | Breitenbrunn/Erzgeb. | 5.263                     | 60,02            |
| 7   | Burkhardtsdorf       | 6.147                     | 21,19            |
| 8   | Crottendorf          | 4.035                     | 36,46            |
| 9   | Deutschneudorf       | 1.009                     | 8,03             |
| 10  | Drebach              | 5.117                     | 32,74            |
| 11  | Gelenau/Erzgeb.      | 4.196                     | 21,11            |
| 12  | Gornau/Erzgeb.       | 3.817                     | 19,87            |
| 13  | Gornsdorf            | 1.914                     | 4,18             |
| 14  | Großolbersdorf       | 2.816                     | 22,61            |
| 15  | Großrückerswalde     | 3.346                     | 26,69            |
| 16  | Grünhainichen        | 3.403                     | 28,79            |
| 17  | Heidersdorf          | 800                       | 9,49             |
| 18  | Hohndorf             | 3.553                     | 5,26             |
| 19  | Jahnsdorf/Erzgeb.    | 5.568                     | 26,10            |
| 20  | Königswalde          | 2.220                     | 19,54            |
| 21  | Mildenau             | 3.409                     | 31,67            |
| 22  | Neukirchen/Erzgeb.   | 6.858                     | 20,12            |
| 23  | Niederdorf           | 1.324                     | 13,03            |
| 24  | Niederwürschnitz     | 2.592                     | 6,06             |
| 25  | Raschau-Markersbach  | 5.054                     | 39,52            |
| 26  | Schönheide           | 4.433                     | 28,10            |
| 27  | Sehmatal             | 6.404                     | 44,45            |
| 28  | Seiffen/Erzgeb.      | 2.138                     | 12,43            |
| 29  | Stützengrün          | 3.192                     | 28,36            |
| 30  | Tannenberg           | 1.128                     | 7,94             |
| 31  | Thermalbad Wiesenbad | 3.286                     | 24,17            |
| 32  | Zschorlau            | 5.284                     | 21,99            |

Wspólnoty administracyjne:
| Lp. | Nazwa wspólnoty administracyjnej  | Ludność (31 grudnia 2018) | Powierzchnia km² | Liczba gmin |
| --- | --------------------------------- | ------------------------- | ---------------- | ----------- |
| 1   | Auerbach-Burkhardtsdorf-Gornsdorf | 10.537                    | 33,63            | 3           |
| 2   | Bärenstein                        | 4.516                     | 24,99            | 2           |
| 3   | Geyer                             | 4.584                     | 26,70            | 2           |
| 4   | Lugau (Erzgebirge)                | 10.605                    | 28,26            | 2           |
| 5   | Scheibenberg-Schlettau            | 4.478                     | 30,20            | 2           |
| 6   | Seiffen/Erzgeb.                   | 3.947                     | 29,95            | 3           |
| 7   | Stollberg (Erzgebirge)            | 12.627                    | 51,86            | 2           |
| 8   | Zschopau                          | 13.031                    | 42,75            | 2           |
| 9   | Zschorlau                         | 7.508                     | 41,14            | 2           |
| 10  | Zwönitz                           | 14.864                    | 110,06           | 2           |

Związki gmin:
| Lp. | Nazwa związku gmin | Ludność (31 grudnia 2018) | Powierzchnia km² | Liczba gmin |
| --- | ------------------ | ------------------------- | ---------------- | ----------- |
| 1   | Wildenstein        | 4.400                     | 44,27            | 2           |

## Polityka
Pierwsze wybory samorządowe w nowym powiecie odbyły się dnia 8 czerwca 2008. W ich wyniku absolutną większością głosów starostą został Frank Vogel z CDU (55,8%), urząd ten piastuje od 1 sierpnia 2008.
W radzie Erzgebirgskreis zasiada 98 osób:
| Partia                | Miejsca |
| --------------------- | ------- |
| CDU                   | 44      |
| Die Linke             | 18      |
| FWE                   | 11      |
| SPD                   | 8       |
| FDP                   | 8       |
| NPD                   | 5       |
| Bündnis 90/Die Grünen | 2       |
| DSU                   | 1       |
| RBV                   | 1       |

## Zmiany administracyjne
- 31 grudnia 2012
  - przyłączenie miasta Zöblitz do Marienberga
- 1 stycznia 2013
  - utworzenie miasta Lauter-Bernsbach z gminy Bernsbach oraz miasta Lauter/Sa.
  - przyłączenie gminy Hormersdorf do Zwönitz
  - przyłączenie gminy Erlbach-Kirchberg do Lugau/Erzgeb.
- 1 stycznia 2014
  - utworzenie miasta Pockau-Lengefeld z miasta Lengefeld oraz gminy Pockau
- 1 stycznia 2015
  - przyłączenie gminy Borstendorf do Grünhainichen
- 1 stycznia 2017
  - przyłączenie gminy Pfaffroda do Olbernhau
- 1 stycznia 2019
  - utworzenie miasta Aue-Bad Schlema z miasta Aue i gminy Bad Schlema